# Valle de Sedano
Valle de Sedano es un municipio situado en la provincia de Burgos, en la comunidad autónoma de Castilla y León (España), comarca de Páramos, partido judicial de Burgos, cuya capital es la villa de Sedano.

## Geografía

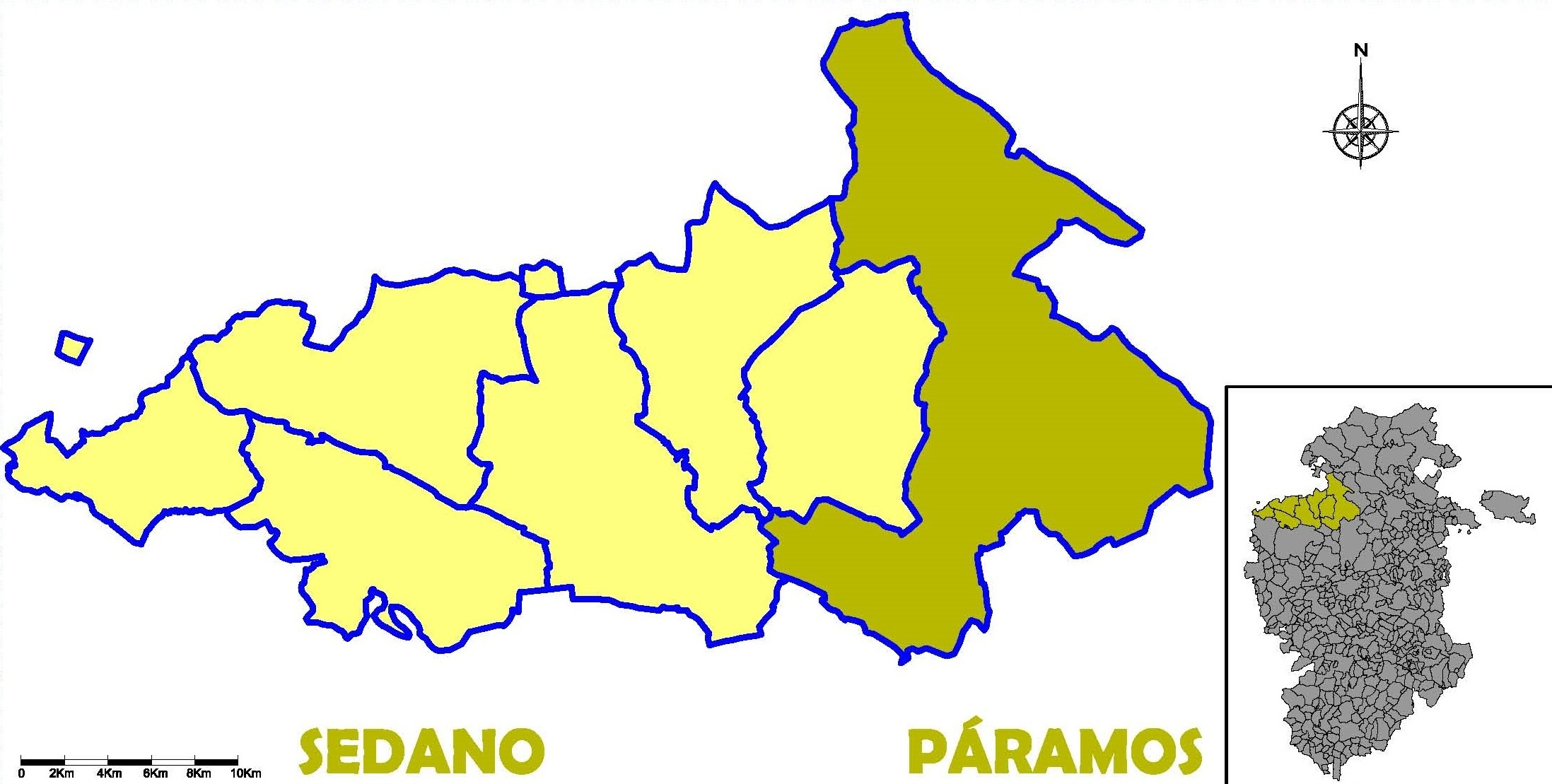
Situación del municipio de Valle de Sedano en la comarca de Páramos.

Tiene un área de 264,06 km² con una población de 409 habitantes (INE 2024) y una densidad de 1,55 hab/km².
El Valle de Sedano es una bella tierra marcada por sus habitantes y su orografía que se refleja en sus tradiciones y arquitectura. En su entorno se encuentra el Cañón del Ebro a su paso por Orbaneja del Castillo, uno de los enclaves paisajísticos y de naturaleza más bellos del norte de España. La comarca de Sedano atesora un importante conjunto de arte románico. Rutas de senderismo, arte románico y arquitectura popular dibujan la oferta del valle.
La zona del Valle de Sedano y la Lora contiene un conjunto de dólmenes y conjuntos megalíticos erigidos hace unos 5000 años y que es uno de los mayores de Europa. Estos dólmenes responden, en general, al tipo denominado "sepulcro de corredor", que consta de una cámara circular a la que se accede por un pasillo o corredor orientado al SE.
En la Lora se han inventariado más de 30 monumentos funerarios, pero solo 5 de ellos han sido acondicionados o reconstruidos: El Moreco en Huidobro, Las Arnillas en Moradillo de Sedano (sin duda, el más espectacular), La Cotorrita en Porquera de Butrón, La Cabaña en Sargentes de la Lora y Valdemuriel en Tubilla del Agua. Además, en Sedano se ha abierto una Aula Arqueológica donde se explica, ambienta y recrea el significado y características de estas estructuras de enterramiento.
Desde 2017, el municipio se encuentra incluido en el Geoparque Las Loras, el primer geoparque de la Unesco en Castilla y León.

## Historia
Valle de Sedano, en el partido de Burgos, uno de los catorce partidos que formaban la Intendencia de Burgos, durante el periodo comprendido entre 1785 y 1833, en el Censo de Floridablanca de 1787, comprendía la villa de Sedano, 26 lugares y 1 barrio. Durante la Baja Edad Media y el antiguo régimen el señorío de estas tierras correspondía al Marqués de Aguilar de Campoo. El escritor Miguel Delibes veraneaba en esta localidad.
Hoy pertenecen a los municipios de Los Altos (2), Sargentes de la Lora (6) y Valle de Sedano (14).
| - Ayoluengo, de señorío. - Ceniceros, de señorío - Cortiguera, de señorío. - Cubillo del Butrón, de señorío. - Escalada, de señorío. - Gredilla, de señorío. - Huidobro, de señorío. - Moradillo de Sedano, de señorío. - Mozuelos de Sedano, de señorío. - Nocedo, de señorío, con el despoblado de Trescasas. - Nidaguila, de señorío. | - Pesquera, de señorío. - Porquera, de señorío, con su barrio. - Quintanaloma, de señorío. - Quintanilla de Escalada, de señorío. - Terradillos, de señorío. - Turzo, de señorío. - Valdeajos, de señorío. - Valdelateja, de señorío. |

### Segunda República

#### Elecciones de 1933

##### Partido de Sedano
| Municipio | Candidatura Agraria de Unión Central de Derechas | Coalición Católico-Agraria burgalesa | Candidatura de la República (gubernamental) | Conjunción Republicano-Socialista | Candidatura Católica-Agraria | Candidatura Republicana castellana | Candidatura Republicana conservadora | Acción Rural | Candidatura Republicana agraria | Comunistas | DERECHA | IZQUIERDA |
| --- | ------------------------------------------------ | ------------------------------------ | ------------------------------------------- | --------------------------------- | ---------------------------- | ---------------------------------- | ------------------------------------ | ------------ | ------------------------------- | ---------- | ------- | --------- |
| Alfoz de Bricia | 2541                                             | 54                                   | 22                                          | 344                               | -                            | -                                  | 28                                   | 36           | -                               | 2          | 2631    | 396       |
| Alfoz de Santa Gadea | 688                                              | 8                                    | 1                                           | 170                               | -                            | -                                  | 145                                  | 14           | -                               | -          | 710     | 316       |
| Arija | 1272                                             | 18                                   | 186                                         | 2014                              | -                            | -                                  | 79                                   | 64           | -                               | -          | 1374    | 2279      |
| Cernégula | 142                                              | 3                                    | 107                                         | 25                                | -                            | -                                  | 94                                   | 18           | -                               | -          | 163     | 226       |
| Escalada | 98                                               | 83                                   | 173                                         | 112                               | -                            | -                                  | 58                                   | 56           | -                               | 10         | 237     | 353       |
| Gredilla | 284                                              | -                                    | -                                           | 61                                | -                            | -                                  | 16                                   | 19           | -                               | -          | 303     | 77        |
| Masa | 331                                              | 6                                    | 46                                          | 10                                | -                            | -                                  | 57                                   | 141          | 4                               | -          | 478     | 117       |
| Moradillo | 373                                              | 5                                    | 7                                           | 1                                 | -                            | -                                  | 20                                   | 8            | 3                               | -          | 396     | 31        |
| Nidáguila | 801                                              | 22                                   | 8                                           | 5                                 | -                            | 1                                  | 17                                   | 32           | -                               | -          | 855     | 31        |
| Orbaneja del Castillo | 231                                              | 30                                   | 219                                         | -                                 | -                            | -                                  | 294                                  | 159          | -                               | 19         | 420     | 532       |
| Pesquera de Ebro | 198                                              | 10                                   | 137                                         | 111                               | -                            | -                                  | 36                                   | 23           | -                               | -          | 231     | 284       |
| La Piedra | 579                                              | 40                                   | 72                                          | 7                                 | -                            | -                                  | 14                                   | 225          | 7                               | 3          | 844     | 103       |
| Quintanaloma | 544                                              | -                                    | 2                                           | -                                 | -                            | -                                  | 16                                   | 2            | -                               | -          | 546     | 18        |
| Quintanilla-Sobresierra | 412                                              | 2                                    | 145                                         | -                                 | -                            | -                                  | 20                                   | 174          | -                               | -          | 588     | 165       |
| Sargentes de la Lora | 1232                                             | 255                                  | 134                                         | 83                                | 4                            | -                                  | 49                                   | 224          | 4                               | -          | 1715    | 270       |
| Sedano | 845                                              | 27                                   | 27                                          | 126                               | -                            | 1                                  | 65                                   | 51           | -                               | -          | 923     | 219       |
| Tubilla del Agua | 695                                              | 50                                   | 142                                         | 472                               | -                            | 10                                 | 27                                   | 392          | -                               | 3          | 1137    | 654       |
| Valdelateja | 187                                              | 15                                   | 79                                          | 10                                | 1                            | -                                  | 11                                   | 21           | -                               | -          | 244     | 112       |
| Valle de Valdebezana | 5167                                             | 136                                  | 339                                         | 776                               | 4                            | -                                  | 237                                  | 72           | -                               | -          | 5399    | 1576      |
| Valle de Zamanzas | 323                                              | 23                                   | 113                                         | 7                                 | -                            | -                                  | 26                                   | 21           | -                               | 40         | 367     | 188       |
| Fuente:Luis Palacios Bañuelos: Elecciones en Burgos 1931-1936. El Partido Nacionalista Español. Madrid: Publicaciones de la cátedra de Historia Contemporánea de España. Universidad Complutense, 1981.Pág. 187. ISBN 84-300-3447-1 |                                                  |                                      |                                             |                                   |                              |                                    |                                      |              |                                 |            |         |           |

#### Elecciones de 15 de febrero de 1936
| Alfoz de Bricia | 1981 | 394  | 273  | 19  | 2254 | 394  | 19  |
| Alfoz de Santa Gadea | 569  | 178  | 369  | 81  | 938  | 178  | 81  |
| Arija | 1322 | 2120 | 282  | 81  | 1604 | 2120 | 81  |
| Cernégula | 175  | 173  | 74   | 18  | 249  | 173  | 18  |
| Escalada | 129  | 418  | 28   | -   | 157  | 418  | -   |
| Gredilla | 250  | 98   | 105  | 7   | 355  | 98   | 7   |
| Masa | 233  | 94   | 221  | 29  | 454  | 94   | 29  |
| Moradillo | 145  | -    | 305  | -   | 450  | -    | -   |
| Nidáguila | 735  | 49   | 86   | 3   | 821  | 49   | 3   |
| Orbaneja del Castillo | 444  | 328  | 115  | 10  | 559  | 328  | 10  |
| Pesquera de Ebro | 83   | 132  | 345  | 1   | 428  | 132  | 1   |
| Piedra, La | 356  | 76   | 345  | 35  | 701  | 76   | 35  |
| Quintanaloma | 439  | -    | 128  | 11  | 567  | -    | 11  |
| Quintanilla-Sobresierra | 336  | 15   | 404  | 179 | 740  | 15   | 179 |
| Sargentes de la Lora | 1098 | 97   | 918  | 2   | 2016 | 97   | 2   |
| Sedano | 468  | 138  | 480  | 45  | 948  | 138  | 45  |
| Tubilla del Agua | 294  | 965  | 493  | 14  | 787  | 965  | 14  |
| Valdelateja | 126  | 113  | 84   | 22  | 210  | 113  | 22  |
| Valle de Valdebezana | 4139 | 1418 | 1031 | 504 | 5170 | 1418 | 504 |
| Valle de Zamanzas | 242  | 108  | 488  | 1   | 730  | 108  | 1   |
| Fuente:Luis Palacios Bañuelos: Elecciones en Burgos 1931-1936. El Partido Nacionalista Español. Madrid: Publicaciones de la cátedra de Historia Contemporánea de España. Universidad Complutense, 1981.Pág. 187. ISBN 84-300-3447-1 |      |      |      |     |      |      |     |

## Demografía
Valle de Sedano cuenta con una población de 409 habitantes (INE 2024).
| Gráfica de evolución demográfica de Valle de Sedano entre 1981 y 2021 |
| |
| Población de derecho según los censos de población del INE Población de hecho según los censos de población del INEEntre el censo de 1981 y el anterior, aparece este municipio porque se fusionan los municipios Escalada, Gredilla de Sedano, Nidáguila, Orbaneja del Castillo, Pesquera de Ebro, Sedano y Valdelateja. |

### Población por núcleos
La capital del municipio es la villa de Sedano y está formado por once Entidades Locales Menores, (señaladas con ELM en la siguiente tabla) además de otras cuatro localidades más (Cortiguera, Mozuelos de Sedano, Nocedo y Turzo):
| Núcleos                       | Habitantes (2000) | Habitantes (2010) |
| ----------------------------- | ----------------- | ----------------- |
| Sedano (villa)                | 194               | 178               |
| Cortiguera                    | 7                 | 9                 |
| Cubillo del Butrón (ELM)      | 14                | 5                 |
| Escalada (ELM)                | 42                | 41                |
| Gredilla de Sedano (ELM)      | 20                | 26                |
| Moradillo de Sedano (ELM)     | 12                | 14                |
| Mozuelos de Sedano            | 4                 | 2                 |
| Nidáguila (ELM)               | 22                | 25                |
| Nocedo                        | 15                | 8                 |
| Orbaneja del Castillo (ELM)   | 48                | 47                |
| Pesquera de Ebro (ELM)        | 32                | 14                |
| Quintanaloma (ELM)            | 38                | 32                |
| Quintanilla Escalada (ELM)    | 36                | 33                |
| Terradillos de Sedano (ELM)   | 29                | 29                |
| Turzo                         | 9                 | 8                 |
| Valdelateja (ELM)             | 17                | 12                |
| Población total del municipio | 539               | 483               |

## Parques eólicos
En funcionamiento el denominado El Cerro, de la empresa CESA, con 30 aerogeneradores modelo G47 de Gamesa Eólica de una potencia unitaria de 660 kW, lo que supone una potencia total de 19 800 kW. Situado en los municipios de Valle de Sedano y Los Altos.